# Dissochaeta rostrata
Dissochaeta rostrata är en tvåhjärtbladig växtart som beskrevs av Pieter Willem Korthals. Dissochaeta rostrata ingår i släktet Dissochaeta och familjen Melastomataceae.

## Underarter
Arten delas in i följande underarter:
- D. r. alstonii
- D. r. densiflora
- D. r. esetosa
- D. r. floccosa
- D. r. horrida
- D. r. macrosepala
- D. r. malayana
- D. r. porphyrocarpa
- D. r. setosa